# Panorpa dubitans
Panorpa dubitans är en näbbsländeart som beskrevs av Carpenter 1931. Panorpa dubitans ingår i släktet Panorpa och familjen skorpionsländor. Inga underarter finns listade i Catalogue of Life.